# خدا قسم
خدا قسم (به هندی: Khuda Kasam) فیلمی محصول سال ۲۰۱۰ و به کارگردانی کی. سی بوکادیا است. در این فیلم بازیگرانی همچون سانی دئول، تابو، فریده جلال، گویند نامدو، اشیش ویدیارتی، موکش ریشی، دیزی شاه، بینا بانرجی ایفای نقش کرده‌اند.